# Plesionika ocellus
Plesionika ocellus är en kräftdjursart som först beskrevs av Charles Spence Bate 1888.  Plesionika ocellus ingår i släktet Plesionika och familjen Pandalidae. Inga underarter finns listade i Catalogue of Life.